# Козырев, Борис Михайлович
Борис Михайлович Козырев (4 мая 1905, Ашхабад — 21 октября 1979, Казань) — советский физик. Член-корреспондент АН СССР (1968). Профессор (1972). Один из основоположников магнитной радиоспектроскопии.

## Биография
Борис Михайлович родился в 1905 году в городе Ашхабаде в семье Михаила Андриановича и Валентины Михайловны Козыревых. Михаил Андрианович был по профессии юристом. Валентина Михайловна происходила из обедневшего старинного дворянского рода, сведения о котором берут начало ещё в XVI веке. Климат Ашхабада оказался не очень пригодным для матери Бориса, поэтому семья вынуждена была переехать в Самару, а затем в Чистополь. Валентина Михайловна вместе с сыном и своими незамужними сёстрами жила в небольшом родовом имении Сосновка Казанской губернии. Там же родился и младший брат Бориса Евгений, с которым они очень сильно дружили. Именно здесь прошло детство Бориса.
В возрасте четырёх лет он самостоятельно научился читать по газетам, которые он прочитывал на протяжении всей своей жизни. В 1912 году поступил в Самарскую мужскую гимназию (в 1917 году гимназия была преобразована в школу), которую окончил в 1923 году.
После окончания школы он поступил на химическое отделение Казанского университета. Учёба даётся ему легко и у него остаётся достаточно времени, чтобы заниматься самообразованием. В университете он изучает английский язык (французскому языку его обучила Валентина Михайловна), философию, читает в подлиннике Ш. Бодлера, Э. По, Дж. Китса, У. Блейка, переводит стихи на русский и пишет собственные. Были у него успехи и в занятиях химией. Дипломная работа Козырева по коллоидной химии была опубликована в научном журнале.
В 1930 году окончил Казанский университет по специальности физическая химия. Там же начал свою трудовую деятельность, читая курсы квантовой химии и термодинамики для физиков. Это послужило началом его связи с университетской кафедрой физики, в научной работе которой он стал принимать активное участие с 1933 г. С 1947 г. являлся заведующим отделом Казанского физико-технического института.

## Научная деятельность
В основном занимался исследованиями по магнитной радиоспектроскопии. Занимался исследованиями времён спин-решеточной и спин-спиновой релаксации способствовал установлению современных представлений о кинетике намагничивания парамагнитных сред. Кроме того, он изучал парамагнитное поглощение в параллельных полях.
В 1947 г. обнаружил парамагнитный резонанс в органических свободных радикалах (совместно с С. Г. Салиховым), в 1948 г. — влияние ядерного спина на форму линий электронного парамагнитного резонанса (совместно с С. А. Альтшулером). В 1957 г. установил значение ядерного спина изотопа железа.
Исследовал методами ЭПР и парамагнитной релаксации структуру парамагнитных комплексов в жидких растворах, ближний порядок в стёклах и ситаллах.

## Творчество Ф. И. Тютчева
Со студенческой скамьи Козырев интересовался поэзией и был знатоком поэтического творчества Ф. И. Тютчева. Творчество Фёдора Ивановича стало предметом наблюдений Козырева, которые он изложил в начале 1960-х годов в «Письмах о Тютчеве», неназванным адресатом которых был правнук поэта, известный тютчевед К. В. Пигарев. Впоследствии, «Письма о Тютчеве» были переданы на постоянное хранение в Мурановский музей и стали доступны специалистам.

## Премии и награды
- Орден Трудового Красного Знамени